# Дельгадо Эверс, Альфонсо
Альфонсо Рохелио Дельгадо Эверс (исп. Alfonso Rogelio Delgado Evers; род. 21 июня 1942, Росарио, Санта-Фе) — аргентинский прелат Римской католической церкви, архиепископ Сан-Хуана-де-Куйо (2000—2017).

## Биография
Родился 21 июня 1942 года в Росарио, Санта-Фе, Аргентина. Окончил Национальный университет Росарио с дипломом геодезиста, а спустя некоторое время защитил докторскую диссертацию по догматическому богословию в Университете Наварры в Испании.
23 июня 1970 года Дельгадо Эверс был рукоположен в священники апостольским нунцием в Испании Луиджи Дадальо. 20 марта 1986 года Папа Иоанн Павел II назначил его епископом Санто-Томе, а 25 апреля 1986 года кардинал Хуан Карлос Арамбуру посвятил его в епископы в Буэнос-Айресе.
1 мая 1994 года он был назначен епископом Посадаса, а 29 марта 2000 года стал архиепископом Сан-Хуан-де-Куйо.
17 июня 2017 года Папа Франциск принял его отставку.